# كيمبرلي كيتس
كيمبرلي كيتس (بالإنجليزية: Kimberley Kates)‏ هي ممثلة أمريكية، ولدت في 15 أغسطس 1969 بكاليفورنيا في الولايات المتحدة.

## أعمال

### أفلام
- (2002) الطريق السريع

## وصلات خارجية
- كيمبرلي كيتس على موقع IMDb (الإنجليزية)
- كيمبرلي كيتس على موقع ألو سيني (الفرنسية)
- كيمبرلي كيتس على موقع أول موفي (الإنجليزية)
- كيمبرلي كيتس على موقع قاعدة بيانات الأفلام السويدية (السويدية)
- كيمبرلي كيتس على موقع قاعدة بيانات الفيلم (الإنجليزية)
- كيمبرلي كيتس على موقع كينوبويسك (الروسية)